# Medalla Roebling
La Medalla Roebling es el premio más alto concedido por la Sociedad Mineralógica de los Estados Unidos para recompensar la eminencia científica por la publicación de una investigación original sobresaliente en mineralogía. El premio lleva el nombre del Coronel Washington Roebling (1837-1926) que fue ingeniero, constructor de puentes, coleccionista de minerales y gran amigo de la Sociedad Mineralógica de los Estados Unidos. El perceptor recibe una medalla grabada y se convierte en miembro vitalicio de la Sociedad Mineralógica.

## Ganadores de la Medalla Roebling
Los galardonados con la medalla son:
- 1937 - Charles Palache
- 1938 - Waldemar T. Schaller
- 1940 - Leonard James Spencer
- 1941 - Esper S. Larsen Jr.
- 1945 - Edward Henry Kraus
- 1946 - Clarence S. Ross
- 1947 - Paul Niggli
- 1948 - William Lawrence Bragg
- 1949 - Herbert E. Merwin
- 1950 - Norman L. Bowen
- 1952 - Frederick Eugene Wright
- 1953 - William F. Foshag
- 1954 - Cecil Edgar Tilley
- 1955 - Alexander N. Winchell
- 1956 - Arthur F. Buddington
- 1957 - Walter F. Hunt
- 1958 - Martin Julian Buerger
- 1959 - Felix Machatschki
- 1960 - Tom F. W. Barth
- 1961 - Paul Ramdohr
- 1962 - John W. Gruner
- 1963 - John Frank Schairer
- 1964 - Clifford Frondel
- 1965 - Adolf Pabst
- 1966 - Max H. Hey
- 1967 - Linus Pauling
- 1968 - Tei-ichi Ito
- 1969 - Fritz Laves
- 1970 - George W. Brindley
- 1971 - J. D. H. Donnay
- 1972 - Elburt F. Osborn
- 1973 - George Tunell
- 1974 - Ralph E. Grim
- 1975 - Michael Fleischer
- 1975 - O. Frank Tuttle
- 1976 - Carl W. Correns
- 1977 - Raimond Castaing
- 1978 - James B. Thompson
- 1979 - W. H. Taylor
- 1980 - Dmitrii S. Korzhinskii
- 1981 - Robert M. Garrels
- 1982 - Joseph V. Smith
- 1983 - Hans P. Eugster
- 1984 - Paul B. Barton Jr.
- 1985 - Francis John Turner
- 1986 - Edwin Roedder
- 1987 - Gerald V. Gibbs
- 1988 - Julian R. Goldsmith
- 1989 - Helen D. Megaw
- 1990 - Sturges W. Bailey
- 1991 - E-An Zen
- 1992 - Hatten S. Yoder Jr.
- 1993 - Brian Harold Mason
- 1994 - William A. Bassett
- 1995 - William S. Fyfe
- 1996 - Donald H. Lindsley
- 1997 - Ian S. E. Carmichael
- 1998 - C. Wayne Burnham
- 1999 - Ikuo Kushiro
- 2000 - Robert C. Reynolds Jr.
- 2001 - Peter J. Wyllie
- 2002 - Werner F. Schreyer
- 2003 - Charles T. Prewitt
- 2004 - Francis R. Boyd
- 2005 - Ho-kwang Mao
- 2006 - W. Gary Ernst
- 2007 - Gordon E. Brown Jr.
- 2008 - Bernard W. Evans
- 2009 - Alexandra Navrotsky
- 2010 - Robert C. Newton
- 2011 - Juhn G. Liou
- 2012 - Harry W. Green, II
- 2013 - Frank C. Hawthorne
- 2014 - Bernard J. Wood
- 2015 - Rodney C. Ewing
- 2016 - Robert M. Hazen
- 2017 - Edward M. Stolper
- 2018 – E. Bruce Watson